# Rivière du Diable
Rivière du Diable är ett vattendrag i Kanada.   Det ligger i provinsen Québec, i den sydöstra delen av landet, 110 km nordost om huvudstaden Ottawa.
I omgivningarna runt Rivière du Diable växer i huvudsak blandskog. Runt Rivière du Diable är det glesbefolkat, med 12 invånare per kvadratkilometer.